# Linia sukcesji prezydenckiej w Stanach Zjednoczonych
Linia sukcesji prezydenckiej w Stanach Zjednoczonych – zasada kolejności obejmowania urzędu prezydenta Stanów Zjednoczonych w chwili, gdy urzędujący prezydent traci zdolność do sprawowania swojej funkcji na skutek śmierci, rezygnacji, impeachmentu lub choroby (wtedy możliwe jest też chwilowe przejęcie obowiązków głowy państwa, przez osobę kolejną w sukcesji).

## Sukcesja prezydencka w historii

### Przed uchwaleniem XXV poprawki do Konstytucji
Kiedy w kwietniu 1841 roku, po zaledwie miesięcznych rządach, zmarł prezydent William Henry Harrison, jego następcą, do czasu wygaśnięcia mandatu został wiceprezydent John Tyler. Do czasu uchwalenia XXV Poprawki do Konstytucji sprawa sukcesji nie była regulowana formalnym przepisem, tylko odbywała się na mocy prawa zwyczajowego. Do tego czasu za drugą osobę w kolejce do przejęcia prezydentury uznawano prezydenta pro tempore senatu USA. W roku 1868 sprawujący tę funkcję Benjamin Wade mógł objąć urząd prezydenta na wypadek usunięcia z urzędu prezydenta Andrew Johnsona, jako że Johnson nie posiadał w swoim gabinecie wiceprezydenta. Do tego jednak nie doszło.
W historii USA nie było przypadku, aby ktoś poza wiceprezydentem obejmował prezydenturę po opróżnieniu tego urzędu. Znany jest jednak przypadek Davida Rice Atchisona (przewodniczącego pro tempore Senatu USA), który przez jeden dzień z 4 marca na 5 marca 1849 był nieformalnym p.o. prezydenta USA. Zdarzył się także jeden przypadek (Gerald Ford), że urząd prezydenta objął wiceprezydent, który nie został wybrany, lecz powołany (w myśl XXV poprawki).

### XXV poprawka do Konstytucji
W roku 1967 uchwalono XXV poprawkę do Konstytucji, która usankcjonowała prawnie procedurę sukcesji urzędu prezydenta USA. Pierwszy w kolejności jest wiceprezydent. Następnymi są spiker Izby Reprezentantów, przewodniczący pro tempore Senatu i członkowie Gabinetu w kolejności tworzenia ich departamentów – od sekretarza stanu do sekretarza bezpieczeństwa krajowego.
Z Konstytucji USA wynika, że warunkiem objęcia władzy prezydenta jest posiadanie amerykańskiego obywatelstwa od chwili narodzin, wiek co najmniej 35 lat oraz bycie stałym mieszkańcem Stanów Zjednoczonych od co najmniej 14 lat, stąd z linii sukcesji są automatycznie wyłączane osoby niespełniające tych warunków (Konstytucja zabrania także kandydowania na urząd prezydenta osobie, która nie była obywatelem Stanów w chwili uchwalenia Konstytucji). Z linii sukcesji wyłącza się także byłych prezydentów USA, który pełnili urząd przez dwie kadencje, rozumianej w myśl XXII poprawki do Konstytucji.
Motywacją dla XXV poprawki była narastająca atmosfera zimnowojenna i ryzyko ataku nuklearnego, w wyniku którego mógłby zginąć nie tylko prezydent, ale także wiceprezydent i inne osoby piastujące najwyższe stanowiska w państwie. Stąd także ustanowiono osobę, członka Gabinetu, „wyznaczoną do przeżycia”.

### Sekretarz bezpieczeństwa krajowego
Decyzją Senatu z 2005 roku sekretarz bezpieczeństwa krajowego nie był włączony w poczet stanowisk przewidzianych w linii sukcesji, jednak 9 marca 2006 roku weszło w życie nowe prawo, sytuujące go na ostatnim miejscu ze względu na fakt, iż ten departament utworzono najpóźniej.

## Linia sukcesji prezydenckiej
| #  | Urząd                                 | Aktualnie na stanowisku (2025) | Aktualna partia (2025) | Aktualna partia (2025) |
| -- | ------------------------------------- | ------------------------------ | ---------------------- | ---------------------- |
| 1  | wiceprezydent                         | J.D. Vance                     |                        | Partia Republikańska   |
| 2  | spiker Izby Reprezentantów            | Mike Johnson                   |                        | Partia Republikańska   |
| 3  | przewodniczący pro tempore Senatu     | Chuck Grassley                 |                        | Partia Republikańska   |
| 4  | sekretarz stanu                       | Marco Rubio                    |                        | Partia Republikańska   |
| 5  | sekretarz skarbu                      | Scott Bessent                  |                        | Partia Republikańska   |
| 6  | sekretarz obrony                      | Pete Hegseth                   |                        | Partia Republikańska   |
| 7  | prokurator generalny                  | Pamela Jo Bondi                |                        | Partia Republikańska   |
| 8  | sekretarz zasobów wewnętrznych        | Doug Burgum                    |                        | Partia Republikańska   |
| 9  | sekretarz rolnictwa                   | Brooke Rollins                 |                        | Partia Republikańska   |
| 10 | sekretarz handlu                      | Howard Lutnick                 |                        | Partia Republikańska   |
| 11 | sekretarz pracy                       | brak                           |                        | Partia Republikańska   |
| 12 | sekretarz zdrowia i opieki społecznej | Robert F. Kennedy Jr.          |                        | Partia Republikańska   |
| 13 | sekretarz urbanizacji                 | Scott Turner                   |                        | Partia Republikańska   |
| 14 | sekretarz transportu                  | Sean Duffy                     |                        | Partia Republikańska   |
| 15 | sekretarz energii                     | Chris Wright                   |                        | Partia Republikańska   |
| 16 | sekretarz edukacji                    | brak                           |                        | Partia Republikańska   |
| 17 | sekretarz spraw weteranów             | Doug Collins                   |                        | Partia Republikańska   |
| 18 | sekretarz bezpieczeństwa krajowego    | Kristi Noem                    |                        | Partia Republikańska   |